# گاو پاشکسته
گاو پاشکسته، روستایی از توابع بخش چاروسا شهرستان کهگیلویه در استان کهگیلویه و بویراحمد ایران است.

## جمعیت
این روستا در دهستان طیبی سرحدی غربی قرار دارد و براساس سرشماری مرکز آمار ایران در سال ۱۳۸۵، جمعیت آن ۵۲ نفر (۱۳خانوار) بوده‌است.